# Bandylita
La bandylita és un mineral de la classe dels borats. Rep el seu nom del Dr. Mark Chance Bandy (1900-1963), enginyer de mines americà, mineralogista i col·leccionista de minerals, el primer que recull el mineral.

## Característiques
La bandylita és un borat de fórmula química CuB(OH)₄Cl. Cristal·litza en el sistema tetragonal. La seva duresa a l'escala de Mohs és 2,5, i és soluble en aigua. S'altera fàcilment a eriocalcita quan s'exposa a l'aire. L'exemplar que va servir per a determinar l'espècie, el que es coneix com a material tipus, es troba conservat al Museu Nacional d'Història Natural dels Estats Units, a Washington, amb el número de catàleg C5459.
Segons la classificació de Nickel-Strunz, la bandylita pertany a «06.AC - Monoborats, B(O,OH)₄, amb i sense anions addicionals; 1(T), 1(T)+OH, etc.» juntament amb els següents minerals: sinhalita, pseudosinhalita, behierita, schiavinatoïta, frolovita, hexahidroborita, henmilita, teepleïta, moydita-(Y), carboborita, sulfoborita, lüneburgita, seamanita i cahnita.

## Formació i jaciments
Va ser descoberta l'any 1938 a la mina Queténa, al dipòsit de coure de Toki, que es troba al districte de Chuquicamata, a Calama, a la província d'El Loa (Regió d'Antofagasta, Xile), on sol trobar-se associada a altres minerals com eriocalcita i atacamita. Sembla que també ha estat descrita al districte de Magallanes i al Taltal, tots dos indrets a la província d'Antofagasta.